# Randolph (Nou Hampshire)
Randolph és una població dels Estats Units a l'estat de Nou Hampshire. Segons el cens del 2000 tenia 339 habitants.

## Demografia
Segons el cens del 2000, Randolph tenia 339 habitants, 146 habitatges, i 104 famílies. La densitat de població era de 2,8 habitants per km².
Dels 146 habitatges en un 26% hi vivien nens de menys de 18 anys, en un 69,2% hi vivien parelles casades, en un 1,4% dones solteres, i en un 28,1% no eren unitats familiars. En el 24% dels habitatges hi vivien persones soles el 8,9% de les quals corresponia a persones de 65 anys o més que vivien soles. El nombre mitjà de persones vivint en cada habitatge era de 2,31 i el nombre mitjà de persones que vivien en cada família era de 2,74.
Per edats la població es repartia de la següent manera: un 19,2% tenia menys de 18 anys, un 5% entre 18 i 24, un 25,1% entre 25 i 44, un 32,2% de 45 a 60 i un 18,6% 65 anys o més.
L'edat mediana era de 46 anys. Per cada 100 dones de 18 o més anys hi havia 106 homes.
La renda mediana per habitatge era de 50.139$ i la renda mediana per família de 52.083$. Els homes tenien una renda mediana de 40.625$ mentre que les dones 35.208$. La renda per capita de la població era de 25.092$. Entorn del 2% de les famílies i l'1,8% de la població estaven per davall del llindar de pobresa.